# Lagorce (Ardèche)
 (juin 2025).
Si vous disposez d'ouvrages ou d'articles de référence ou si vous connaissez des sites web de qualité traitant du thème abordé ici, merci de compléter l'article en donnant les références utiles à sa vérifiabilité et en les liant à la section « Notes et références ».
Pour les articles homonymes, voir Lagorce.
Lagorce est une commune française, située dans le département de l'Ardèche en région Auvergne-Rhône-Alpes.

## Géographie

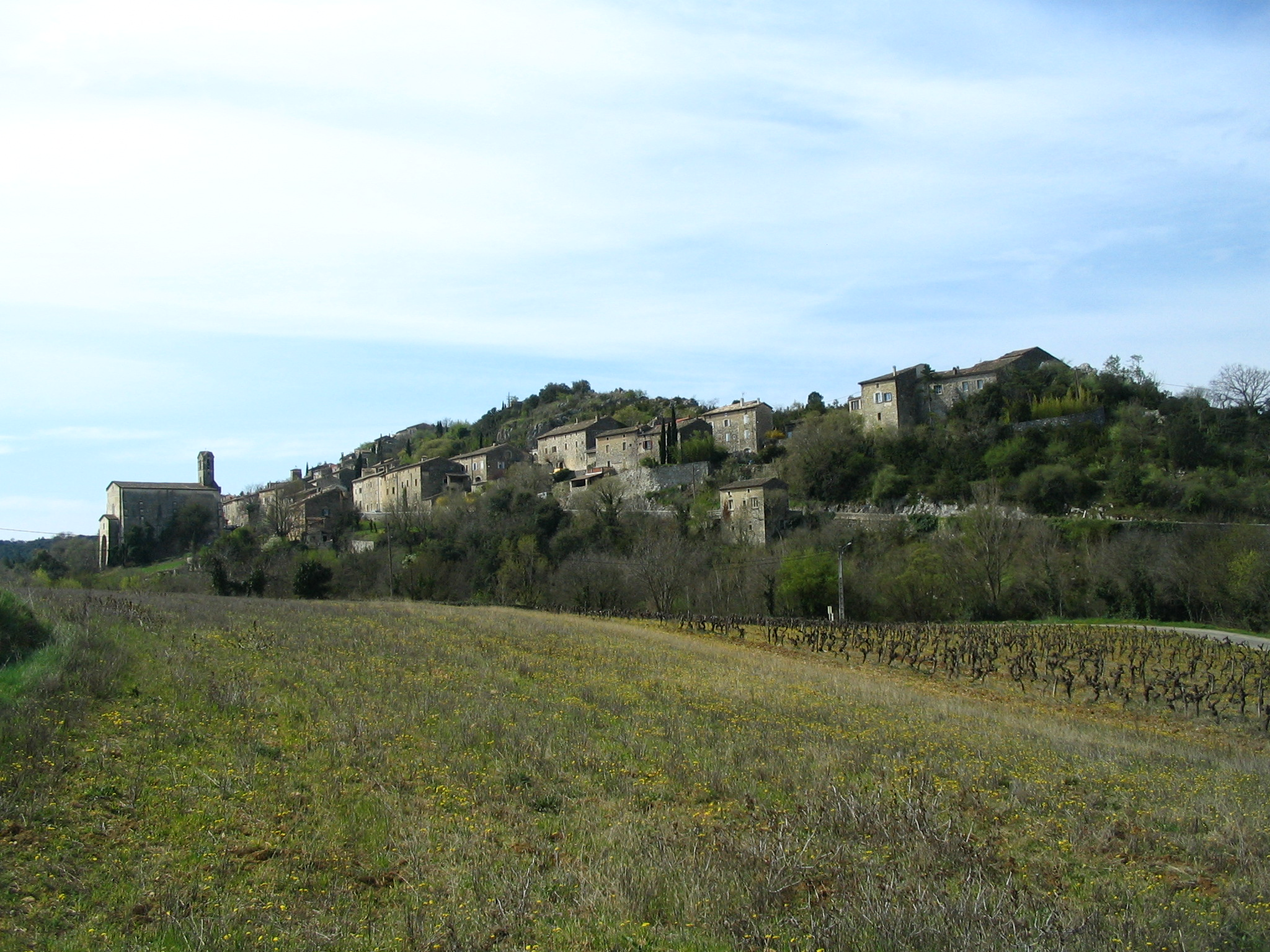
Lagorce.

### Situation et description
Lagorce est la commune à la plus vaste superficie du département de l'Ardèche et s'étend sur près de 7 000 hectares. La région profite d'un ensoleillement important dû à son climat méditerranéen — la mer Méditerranée ne se trouve qu'à 130 kilomètres — avec une végétation de type méditerranéenne où s'épanouissent pins, garrigue et chênes verts. Le terrain est de nature calcaire et caillouteux, ce qui est propice à la présence de grottes et d'avens. Le relief est accidenté, ce qui donne un environnement propice à la randonnée pédestre et aux cyclistes. Le point culminant de la commune, à 700 mètres d'altitude, se trouve sur le versant ouest de la Dent de Rez (719 m), à la limite avec Gras.
La commune de Lagorce est traversée par l'Ibie dont la vallée se trouve deux kilomètres à l'est du village.

### Communes limitrophes
Lagorce est limitrophe de neuf communes, toutes situées dans le département de l'Ardèche et réparties géographiquement de la manière suivante :

### Climat
Pour des articles plus généraux, voir Climat d'Auvergne-Rhône-Alpes et Climat de l'Ardèche.
En 2010, le climat de la commune est de type climat méditerranéen franc, selon une étude du CNRS s'appuyant sur une série de données couvrant la période 1971-2000. En 2020, Météo-France publie une typologie des climats de la France métropolitaine dans laquelle la commune est dans une zone de transition entre le climat de montagne et le climat méditerranéen et est dans la région climatique Provence, Languedoc-Roussillon, caractérisée par une pluviométrie faible en été, un très bon ensoleillement (2 600 h/an), un été chaud (21,5 °C), un air très sec en été, sec en toutes saisons, des vents forts (fréquence de 40 à 50 % de vents > 5 m/s) et peu de brouillards.
Pour la période 1971-2000, la température annuelle moyenne est de 13,1 °C, avec une amplitude thermique annuelle de 17,7 °C. Le cumul annuel moyen de précipitations est de 1 002 mm, avec 6,7 jours de précipitations en janvier et 3,9 jours en juillet. Pour la période 1991-2020, la température moyenne annuelle observée sur la station météorologique de Météo-France la plus proche, « Vallon Sa », sur la commune de Vallon-Pont-d'Arc à 5 km à vol d'oiseau, est de 13,8 °C et le cumul annuel moyen de précipitations est de 1 004,7 mm,. Pour l'avenir, les paramètres climatiques de la commune estimés pour 2050 selon différents scénarios d'émission de gaz à effet de serre sont consultables sur un site dédié publié par Météo-France en novembre 2022.

### Hydrographie
Le territoire communal est traversé par l'Ibie, rivière qui prend sa source dans la commune voisine de Saint-Jean-le-Centenier et parcourt 32,9 km avant de rejoindre l'Ardèche à Vallon-Pont-d'Arc.

### Voies de communication
Le territoire communal est situé en dehors des grands axes routiers de communication. Il est principalement sillonné par la RD558 qui permet de relier les communes de Vallon-Pont-d'Arc au sud et Villeneuve-de-Berg, au nord.

## Urbanisme

### Typologie
Au 1er janvier 2024, Lagorce est catégorisée commune rurale à habitat dispersé, selon la nouvelle grille communale de densité à 7 niveaux définie par l'Insee en 2022.
Elle est située hors unité urbaine et hors attraction des villes,.

### Occupation des sols
L'occupation des sols de la commune, telle qu'elle ressort de la base de données européenne d’occupation biophysique des sols Corine Land Cover (CLC), est marquée par l'importance des forêts et milieux semi-naturels (82,5 % en 2018), une proportion sensiblement équivalente à celle de 1990 (82,6 %). La répartition détaillée en 2018 est la suivante : 
forêts (56,1 %), milieux à végétation arbustive et/ou herbacée (26,5 %), zones agricoles hétérogènes (10,4 %), cultures permanentes (7,1 %).
L'évolution de l’occupation des sols de la commune et de ses infrastructures peut être observée sur les différentes représentations cartographiques du territoire : la carte de Cassini (XVIIIe siècle), la carte d'état-major (1820-1866) et les cartes ou photos aériennes de l'IGN pour la période actuelle (1950 à aujourd'hui).

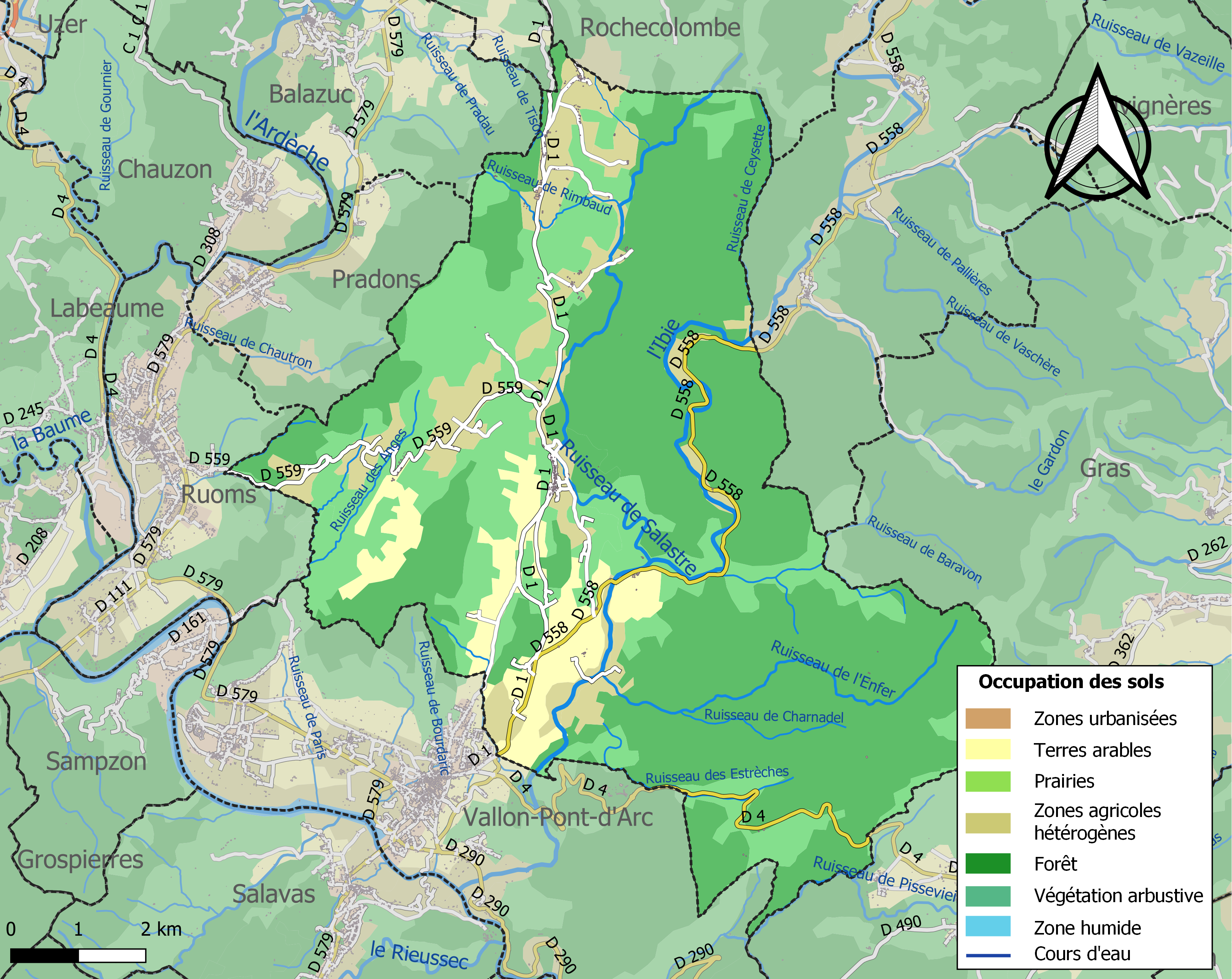
Carte des infrastructures et de l'occupation des sols de la commune en 2018 (CLC).

### Risques naturels

#### Risques sismiques
L'ensemble du territoire de la commune de Lagorce est situé en zone de sismicité no 3 (sur une échelle de 1 à 5), comme la plupart des communes situées à proximité de la vallée du Rhône, mais non loin de la zone no 2 qui correspond au plateau ardéchois.
| Type de zone | Niveau            | Définitions (bâtiment à risque normal) |
| ------------ | ----------------- | -------------------------------------- |
| Zone 3       | Sismicité modérée | accélération = 1,1 m/s2                |

## Toponymie
Le nom de « Lagorce » nous vient du nom gaulois Gortia qui signifie « haie d'épines » ou « buisson épineux ». Le nom a évolué au cours du temps : Lagorsa (XIIe siècle), Gorza (1247), Gorça (1275), La Gorce (1464).

## Histoire
Des fouilles dans la vallée de l'Ibie ont révélé la présence de l'homme 40 000 ans avant notre ère.
Liste des seigneurs de La Gorce de 1238 à 1848[réf. nécessaire] : 
- Dalmas de La Gorce (1238) ;
- Giraud Ier de La Gorce (1257) ;
- Albert de La Gorce (1318) ;
- Hugues de La Gorce (1328) ;
- Pierre de La Gorce (1385) ;
- Giraud II de La Gorce (1396) ;
- Anne de La Gorce (1408) épouse Béraud d'Apch(i)er ;
- Claude d'Apchier (1455) ;
- Jean Ier d'Apchier (1472) ;
- Jacques d'Apchier (1476) ;
- François d'Apchier (1525) ;
- Jean II d'Apchier (1581) vend la seigneurie de La Gorce à Mathieu de Merle ;
- Hérail de Merle (1584) ;
- Henri Ier de Merle (1622) ;
- Henri II de Merle (1694) ;
- Mathieu II de Merle (1703) ;
- Louis-Charles de Merle (1725) ;
- Hurbain de Merle (1799) ;
- Emmanuel de Merle (1842), dernier marquis de La Gorce meurt en 1848.

Place forte protestante, le roi Louis XIII et le cardinal Richelieu se rendant à Alès, en juin 1629, s'arrêtèrent et donnèrent l'ordre de prendre la ville et de raser le château de La Gorce.

## Politique et administration

### Liste des maires
| Période                                  | Période         | Identité            | Étiquette      | Qualité                                                 |
| ---------------------------------------- | --------------- | ------------------- | -------------- | ------------------------------------------------------- |
| Les données manquantes sont à compléter. |                 |                     |                |                                                         |
|                                          | octobre 1881    | Siffroy Deleuze     |                | Notaire                                                 |
| octobre 1881                             | mai 1908        | Léopold Mazellier   | Républicain    | Propriétaire                                            |
| mai 1908                                 | décembre 1919   | Julien de Miquely   | Libéral        |                                                         |
| décembre 1919                            | mai 1935        | Alphonse Leydier    | Républicain    | Cultivateur                                             |
| mai 1935                                 | mai 1945        | Antonin Fesquier    | Républicain    | Retraité                                                |
| mai 1945                                 | mars 1983       | Auguste Chapelle    | PCF            | Agriculteur Président de la cave coopérative de Lagorce |
| mars 1983                                | juin 1995       | Marcel Donson       | PCF            | Retraité                                                |
| juin 1995                                | mars 2001       | André Peschier      | PCF            | Professeur                                              |
| mars 2001                                | mars 2008       | Jean-François Egon  | PS             | Paysagiste                                              |
| mars 2008                                | 28 mai 2020     | Hervé Ozil          | EÉLV           | Éditeur                                                 |
| 28 mai 2020                              | 26 juillet 2024 | Joëlle Rossi        | PCF            | Retraitée                                               |
| 30 juillet 2024                          | 20 Octobre 2024 | Délégation spéciale |                |                                                         |
| 20 octobre 2024                          |                 | Bernard Chevilliat  | sans étiquette | Editeur                                                 |

## Population et société

### Démographie
L'évolution du nombre d'habitants est connue à travers les recensements de la population effectués dans la commune depuis 1793. Pour les communes de moins de 10 000 habitants, une enquête de recensement portant sur toute la population est réalisée tous les cinq ans, les populations de référence des années intermédiaires étant quant à elles estimées par interpolation ou extrapolation. Pour la commune, le premier recensement exhaustif entrant dans le cadre du nouveau dispositif a été réalisé en 2008.

En 2022, la commune comptait 1 227 habitants, en évolution de +5,96 % par rapport à 2016 (Ardèche : +2,48 %, France hors Mayotte : +2,11 %).
| 1793  | 1800  | 1806  | 1821  | 1831  | 1836  | 1841  | 1846  | 1851  |
| ----- | ----- | ----- | ----- | ----- | ----- | ----- | ----- | ----- |
| 1 210 | 1 079 | 1 248 | 1 152 | 1 525 | 1 805 | 1 845 | 2 004 | 1 927 |

| 1856  | 1861  | 1866  | 1872  | 1876  | 1881  | 1886  | 1891  | 1896  |
| ----- | ----- | ----- | ----- | ----- | ----- | ----- | ----- | ----- |
| 1 902 | 1 719 | 1 722 | 1 598 | 1 501 | 1 444 | 1 452 | 1 390 | 1 379 |

| 1901  | 1906  | 1911  | 1921  | 1926 | 1931 | 1936 | 1946 | 1954 |
| ----- | ----- | ----- | ----- | ---- | ---- | ---- | ---- | ---- |
| 1 308 | 1 291 | 1 167 | 1 044 | 948  | 839  | 733  | 693  | 632  |

| 1962 | 1968 | 1975 | 1982 | 1990 | 1999 | 2006 | 2008 | 2013  |
| ---- | ---- | ---- | ---- | ---- | ---- | ---- | ---- | ----- |
| 559  | 488  | 507  | 602  | 706  | 700  | 881  | 934  | 1 120 |

| 2018  | 2022  | - | - | - | - | - | - | - |
| ----- | ----- | - | - | - | - | - | - | - |
| 1 161 | 1 227 | - | - | - | - | - | - | - |

### Enseignement
La commune est rattachée à l'académie de Grenoble.

### Médias
La commune est située dans la zone de distribution de deux organes de la presse écrite :
- L'Hebdo de l'Ardèche

Il s'agit d'un journal hebdomadaire français basé à Valence et couvrant l'actualité de tout le département de l'Ardèche.
- Le Dauphiné libéré

Il s'agit d'un journal quotidien de la presse écrite française régionale distribué dans la plupart des départements de l'ancienne région Rhône-Alpes, notamment l'Ardèche. La commune est située dans la zone d'édition d'Aubenas.
- Ici Drôme Ardèche est une radio publique diffusée sur son territoire et sur la totalité du département.

### Cultes
L'église de Lagorce (propriété de la commune) et la communauté catholique sont rattachée à la paroisse Saint Martin du Sampzon, elle-même rattachée au diocèse de Viviers.

## Économie
- Viticulture en Côtes du Vivarais.
- « Ma Magnanerie » est un élevage de vers à soie qui accueille les visiteurs et présente des panneaux d'exposition, des documents sur l'histoire de la soie en Ardèche et de nombreux objets relatifs à l'élevage des vers à soie et à la fabrication de la soie.
- Tourisme vert.
- Siège de l'entreprise Melvita.

## Culture et patrimoine

### Lieux et monuments

#### Le château de La Gorce
En 2023, le château de La Gorce est en ruine. Il était une place forte protestante. Son existence est signalée dans un document de 1300. Il fut détruit en 1629 sur ordre du roi de France Louis XIII. Plusieurs autres places fortes connaîtront le même sort dans la région, comme le château des templiers qui se dressait au-dessus des Sallèles et dont il ne reste aujourd'hui qu'un morceau de mur. Le seul château protestant qui demeure "intact" est le château des Roure à Labastide-de-Virac (15 km au sud de Lagorce), dont le seigneur préféra se convertir au catholicisme plutôt que de sacrifier son château[réf. nécessaire].
Juin 1629 : Louis XIII et Richelieu se rendant à Alès, s'arrêtèrent à Lagorce, le seigneur de Lagorce préférera se soumettre (plusieurs places fortes protestantes feront de même). Le pasteur de Chanal (en poste à Lagorce), se rendit au-devant de Louis XIII afin de lui demander d'épargner le temple, ce qu'il accorda. Le temple fut tout de même détruit plus tard.
La région a pendant de nombreuses années été marquée par les guerres de Religion. Dans la vallée de l'Ibie, près de la digue, on trouve la grotte du Ronc-Baratu, une grotte aménagée, aussi appelée la "grotte habitée", qui servit de refuge aux protestants lors de la prise de la place forte de Lagorce.
La garnison protestante de Lagorce en 1626 était composée du capitaine De Vals, d'un lieutenant, de deux sergents, de deux caporaux et 45 soldats.

#### Le beffroi
Il domine la place de la Dîme. Sa construction remonte à 1240, un cadran solaire y a été installé ainsi que le blason du premier seigneur de Lagorce. Sa cloche sonne désormais toutes les heures. Il est l'une des portes d'entrée du château.

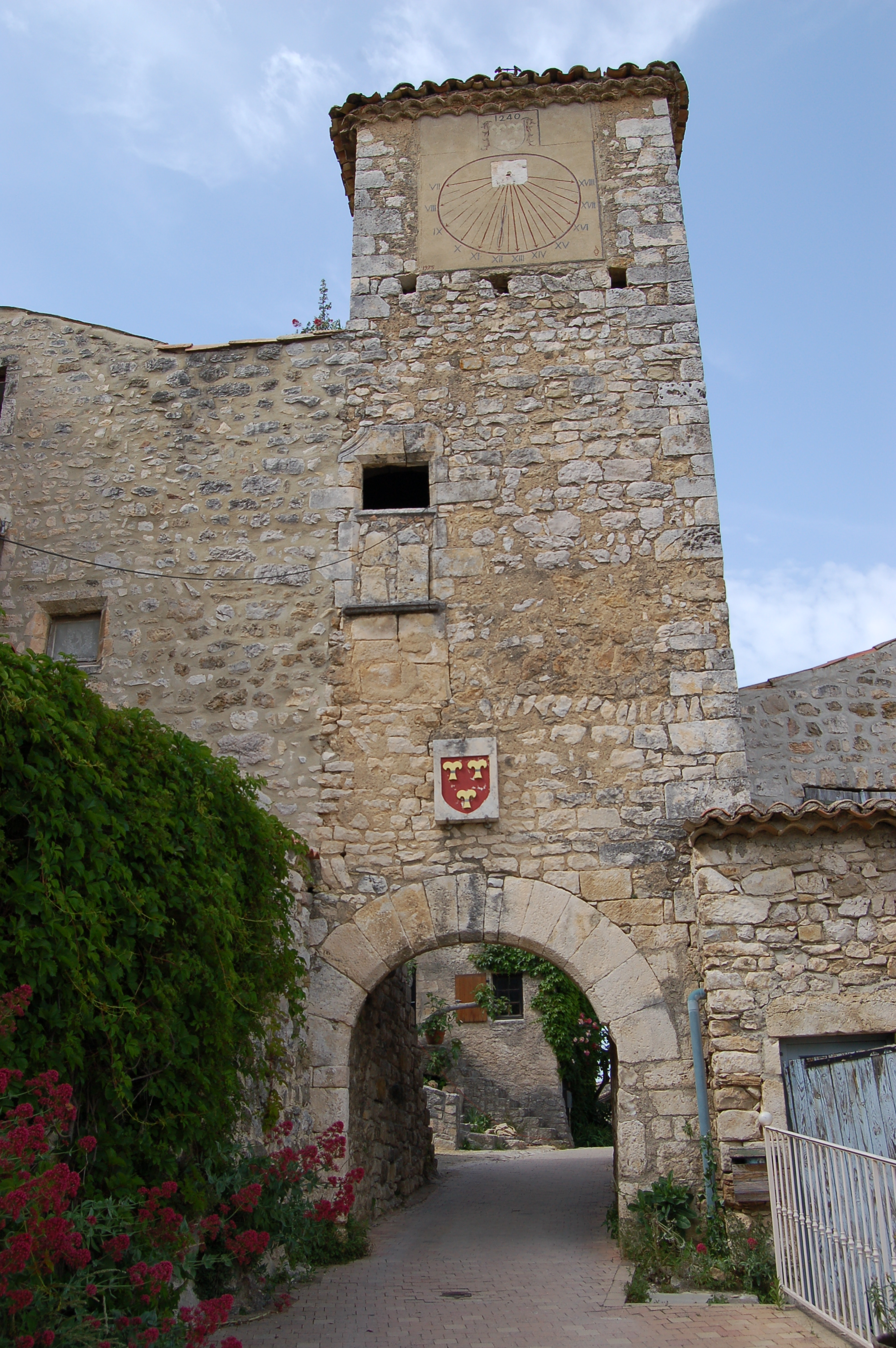
Le beffroi de Lagorce.

#### L'église Saint-André
L'église Saint-André de Lagorce a été construite sur la base d'une autre église plus ancienne, sa construction remonte au XIXe siècle, son clocher particulier en "chapeau d'évêque" est dû au fait que les travaux furent trop longs et pour en finir les responsables du chantier ont décidé d'abréger les travaux en procédant ainsi. La construction a été autorisée en 1862 pour se terminer en 1887.

#### Le temple
Il fut l'un des premiers construits dans la région, le premier pasteur fut nommé en 1573. Lors de la prise du château, le pasteur De Chanal se rendit auprès du roi Louis XIII et lui demanda d'épargner le temple ce qu'il lui accorda. Le temple sera quand même victime des guerres de Religion et sera reconstruit au début du XIXe siècle (il sera l'un des premiers reconstruits en Ardèche). Il fut le temple d'Ardèche qui resta le plus longtemps debout et sera le premier reconstruit (1818 à 1821).
L'orgue fut acheté en 1848 et construit par un facteur d'orgue alsacien.

#### La chapelle Notre-Dame d'Adjude
Elle demeure un mystère, elle règne sur les bois du même nom. Elle se trouve sur l'itinéraire d'un sentier botanique. C'est une chapelle mariale, construite en hommage à la Vierge Marie. L'emplacement actuel n'est pas celui qui devait être retenu initialement, car selon une légende, les ouvriers qui participaient à sa construction auraient retrouvé leurs outils à l'emplacement actuel et ont fini par poursuivre sa construction à cet endroit. La chapelle actuelle reposerait sur les fondations d'une autre chapelle plus ancienne et sur laquelle nous n'avons malheureusement aucune information. La date annoncée initialement est la date qui apparaît au-dessus de la porte d'entrée. "Adjude" signifie "Aide" en patois. Chaque année, pour le 15 août, une messe est célébrée en hommage à la Vierge, une procession est organisée à cette occasion. Il est possible d'apercevoir une partie de la chapelle du village et elle est facilement repérable grâce au cèdre qui a poussé à côté d'elle.
- Chapelle Sainte-Anne de Courbessas et Leyris.

#### La place de la Dîme
Pour y accéder, il faut partir du monument aux morts, à proximité de la mairie et remonter la ruelle. Cette place doit son nom aux deux cuves en pierre (aussi appelées « setiers ») encastrées dans un vieux mur. Elles servaient au paiement de la dîme par les paysans du Moyen Âge.

### Sites naturels

#### Le sentier botanique
Son accès est balisé à partir du village et son véritable point de départ se situe dans la vallée de Salastre au pied des bois d'Adjude qu'il traverse. Il s'agit en fait d'un circuit qui passe par Notre-Dame d'Adjude. Il est composé de plusieurs tablettes qui informent le promeneur sur le nom des plantes et arbres qu'il rencontre (les noms sont écrits en français, latin, patois, allemand et anglais). La balade dure entre 1 h et 1 h 30 et est accessible à tous. Ce sentier regroupe une grande partie des espèces végétales que l'on rencontre dans la région.

#### La cascade de la Sompe
La Sompe est un affluent de la rivière Salastre, la cascade de la Sompe se trouve au nord de la commune au lieu-dit la Beaume. Arrivé à un petit pont qui enjambe la rivière suivre un petit chemin avant d'arriver à un cirque (la chute se trouve au centre de ce cirque). Le promeneur devra se montrer prudent car le terrain est assez accidenté. Cette chute d'eau est également appelée le trou du Diable. La cascade se décompose en deux parties distinctes (avec un bassin au centre). À noter que la cascade est le plus souvent à sec l'été.

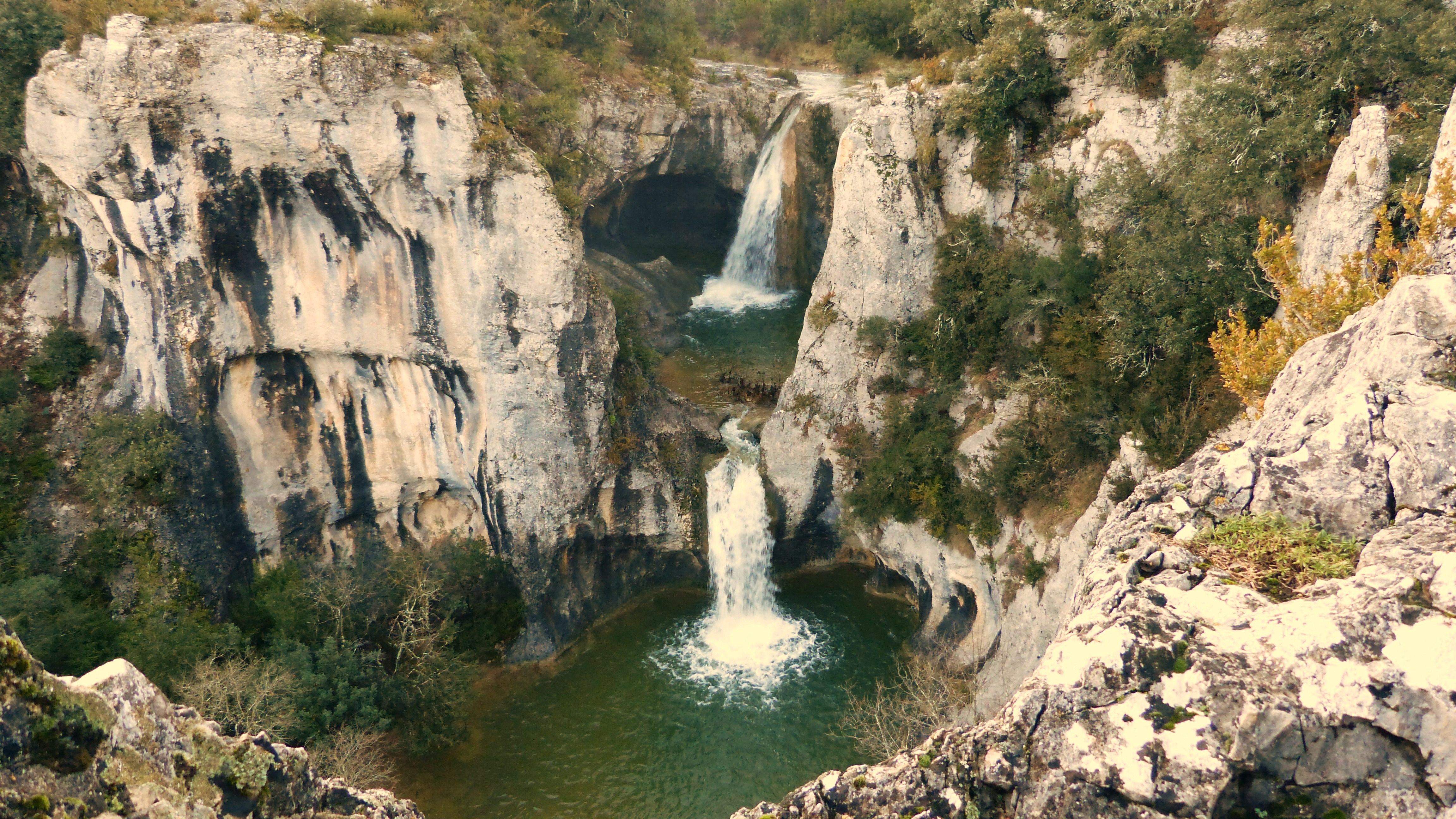
Cascade de La Sompe.

#### La grotte du Ronc-Baratu
La grotte s'ouvre en rive droite de l'Ibie. Selon la tradition orale, elle aurait servi à des assemblées au début des persécutions contre les protestants.

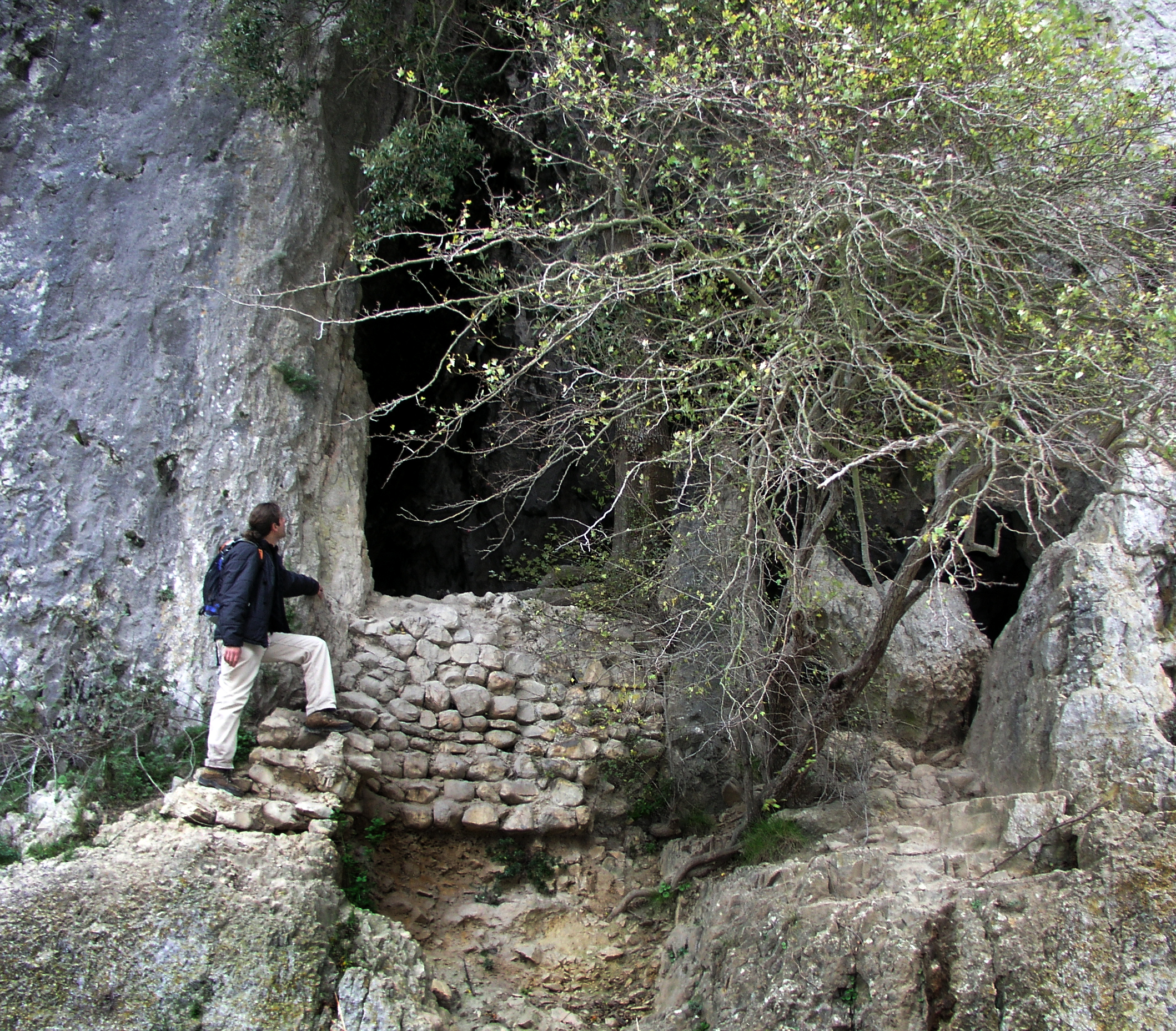
La grotte du Ronc-Baratu.

#### Le trou de la Lune et sa légende
Le trou de la lune est le nom d'un site de baignade apprécié à Lagorce dans la vallée de l'Ibie, une légende y est associée. Selon le récit transmis oralement, une fois tous les cent ans, lors d’un alignement précis avec la pleine lune, un faisceau lumineux traverserait l’ouverture circulaire de la falaise et désignerait un rocher abritant un trésor : deux chaudrons remplis d’or. Cette richesse serait toutefois protégée par une entité surnaturelle, parfois décrite comme une sorcière, qui pétrifierait toute personne revenant sur les lieux après avoir pris le trésor. Cette tradition orale témoigne du riche imaginaire attaché aux paysages calcaires de la région.

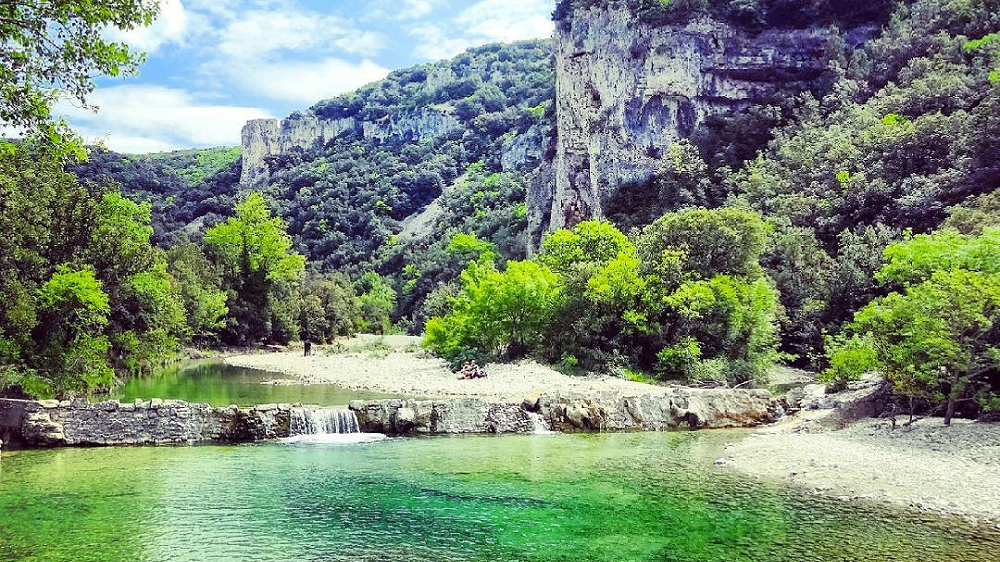
Cascade de l'Ibie ou "Trou de la Lune" et ses falaises en arrière-plan

### Événements locaux
Festival au mois de juin de l'Association Pas d'Panique, qui présente le festival Art des Corps : événements interdisciplinaires et festifs autour des arts vivants, des arts plastiques et de la performance.
Fête votive[Laquelle ?]

### Héraldique
|  | Lagorce (Ardèche) possède des armoiries dont l'origine et le blasonnement exact ne sont pas disponibles. |